# Anabarhynchus decipiens
Anabarhynchus decipiens är en tvåvingeart som beskrevs av Lyneborg 2001. Anabarhynchus decipiens ingår i släktet Anabarhynchus och familjen stilettflugor. Inga underarter finns listade i Catalogue of Life.